# عادل عبد الله مهدي الدوري التكريتي
عادل عبد الله مهدي الدوري التكريتي كان سياسيا عراقيا وعضوا في القيادة القطرية لحزب البعث العربي الاشتراكي، وكان مسؤولا عن تنظيمات محافظة ذي قار.
ولد سنة 1945 في الدور.
ورد اسمه ضمن قائمة العراقيين المطلوبين لدى الولايات المتحدة، وظهر ضمن مجموعة أوراق اللعب لأهم المطلوبين العراقيين، فألقي القبض عليه في 15 أيار/مايو 2003 في مدينة تكريت أو الدور.
توفي في 22 مارس/آذار، 2004 في مستشفى الدور، بعد أن نقلته قوات الاحتلال الإمريكي بسبب إصابته بفشل كلوي قبل شهر من وفاته.
في عام 2017، أقر مجلس النواب العراقي قانونا ينص على مصادرة الأموال المنقولة وغير المنقولة لكل من صدام حسين وزوجاته وأولاده وأحفاده وأقربائه حتى الدرجة الثانية ووكلائهم ومصادرة أموال قائمة من 52 من أركان النظام السابق، كان من بينهم عادل عبد الله مهدي.